# Palau Donà
El Palau Donà (també conegut com Palazzetto Sangiantoffetti Donà) és un palau de Venècia, situat al barri de Santa Croce, amb vistes al costat dret del Gran Canal, al costat del Palau Correggio, entre Ca' Pesaro i Ca' Corner della Regina.